# Sofapaka Football Club
El Sofapaka Football Club és un club de futbol kenyà de la ciutat de Nairobi. El nom del club en suahili significa: Sote kama Familia kwa Pamoja Kuafikia Azimio Nosaltres com a família junts per aconseguir un gol.

## Palmarès
- Campionat de Kenya de Futbol:[2]

2009
- Copa del President de Kenya:[3]

2007, 2010, 2014
- Supercopa kenyana de futbol:

2010, 2011